# Der Mädchenkrieg (Roman)
Der Mädchenkrieg ist ein Roman von Manfred Bieler, der im Jahr 1975 bei Hoffmann und Campe erschien und 1977 von Bernhard Sinkel und Alf Brustellin verfilmt wurde.

## Handlung
Die Romanhandlung beginnt in den 1930er-Jahren und endet mit dem Ende des Zweiten Weltkrieges. Die deutsche Familie Sellmann siedelt von Dessau nach Prag über, wo Anton Sellmann, bisher aufstrebender Angestellter der „Saxonia“, die Leitung der Böhmischen Landesbank übernimmt. Neben der Karrierechance bietet sich in Prag die Möglichkeit der Heilung für den jüngsten Sohn der Familie, Heinrich, der nach einer Masernerkrankung erblindet ist. Im Vordergrund der Handlung steht jedoch die Entwicklung der drei sehr unterschiedlichen Töchter Christine, Sophie und Katharina, die als Jugendliche nach Prag kommen und deren Erwachsenwerden der Roman detailliert beschreibt. Die jüngste Tochter, die rothaarige, kompromisslos-intelligente Katharina verliebt sich in den Sohn eines slowakischen Kommunisten, mit dem sie später ausreißt und schließlich gegen die deutschen Besatzer kämpft. Die schwarzhaarige Sophie lässt sich zur Sängerin ausbilden und tritt nach der leidenschaftlichen Affäre mit ihrem Schwager in ein katholisches Kloster ein, das sie infolge des Krieges verlässt und mit einem slowakischen Musikstudenten zusammen zieht. Die älteste Schwester, die blonde Christine, heiratet einen vermögenden tschechischen Porzellanhändler und entpuppt sich als ehrgeizige Geschäftsfrau, die Macht und wirtschaftlichen Erfolg über privates Glück stellt. Der Roman verknüpft die Schicksale der drei Frauen mit der politischen und gesellschaftlichen Entwicklung der ersten Hälfte des 20. Jahrhunderts in Deutschland, Tschechien und der Slowakei. Am Ende der etwa zehn Jahre stehen die drei Frauen, nachdem ihre Träume und Ambitionen zerbrochen sind, vor der Rückkehr nach Deutschland.
Der Autor Manfred Bieler stammte selbst aus Zerbst, ging in Dessau zur Schule und lebte zunächst in der DDR als Schriftsteller, bevor er 1964 in die CSSR zog, die er 1968 zugunsten der Bundesrepublik Deutschland verließ. Diese biographischen Stationen klingen im Roman in den detaillierten Beschreibungen der Prager Innenstadt, den romantischen Erinnerungen an die Heimat von Betty Sellmann, Zerbst, und der Vorliebe Anton Sellmanns für Mobiliar aus dem Umfeld des Dessauer Bauhaus immer wieder an.

## Erzähltechnik
In einem Rückblick auf das Buch im Jahr 2010, acht Jahre nach Bielers Tod, verglich Michael Kleeberg die Erzählweise Bielers im Mädchenkrieg mit Uwe Tellkamps Roman "Der Turm":
"Eine ähnliche Technik des Auftrags zahlreicher Farbschichten, um einen leuchtenden Firniss erzählerischer Dichte zu erzeugen, die Einstreuung kurzer komischer Kapitel zur Durchheiterung des düsteren Stoffs, die genaue Kenntnis verschiedener beruflicher Milieus, die Fähigkeit, einen Stadtraum nicht nachzuzeichnen, sondern literarisch zu schaffen. Der Unterschied liegt da, wo Tellkamp als stilistisches Mittel die Metapher bevorzugt, Bieler dagegen die Sentenz, den Aphorismus, die pointierte Zuspitzung."
Was den Rezensent der Welt noch 35 Jahre nach Erscheinen des Buches begeisterte, sah der Rezensent des Spiegel kurz nach Erscheinen des Buches eher kritisch: "daß sich eine Menge Anmerkungen, Kleinbeobachtungen und Konversationsbeiträge sehen und hören lassen können, daß aber das Ganze schlecht zusammenhält." Der Spiegel warf dem Autor außerdem ein Abgleiten in den Kitsch und nur scheinbar geistreiche Gesten, letztlich aber sinnlose Schwülstigkeit und einen "Hang zur großen Oper" vor.

## Rezeption
Der Roman erschien in acht Auflagen sowie mehreren Lizenzausgaben und verkaufte sich bereits unmittelbar nach dem Erscheinen sehr gut. Er wurde ins Englische, Niederländische und Tschechische übersetzt. 1977 wurde der Bestseller von Bernhard Sinkel und Alf Brustellin verfilmt.